# Dendrophidion percarinatum
Espèce
Synonymes
- Drymobius percarinatus Cope, 1893
- Dendrophidion percarinatus 
(Cope, 1893) - orthographe incorrecte

Dendrophidion percarinatum est une espèce de serpents de la famille des Colubridae.

## Répartition
Cette espèce se rencontre en Colombie, au Costa Rica, en Équateur, au Honduras, au Nicaragua, au Panama et au Venezuela.

## Description
Dans sa description Cope indique que le spécimen en sa possession mesure 82 cm dont 35 cm pour la queue. Ses yeux sont grands. Son dos est brun avec de petites taches rousses sur les flancs. Sa face ventrale est crème.

## Publication originale
- Cope, 1893 : Second addition to the knowledge of the Batrachia and Reptilia of Costa Rica. Proceedings of the American Philosophical Society, vol. 31, p. 333-345 (texte intégral).